# Sydney Central Station

Sydney Central Station (auch: Sydney Terminal) ist der Hauptbahnhof von Sydney, der größte Bahnhof Australiens und damit auch der Eisenbahn in New South Wales. Er hat 27 Bahnsteiggleise, von denen vier unterirdisch liegen und von denen wiederum zwei für den Bahnverkehr nicht genutzt sind. Sie sind von West nach Ost durchnummeriert.

## Lage
Der Bahnhof liegt im Süden der Innenstadt von Sydney am Railway Square, wobei die offizielle Postanschrift Haymarket lautet. Neben dem Bahnhof liegt der Belmore Park.

## Geschichte

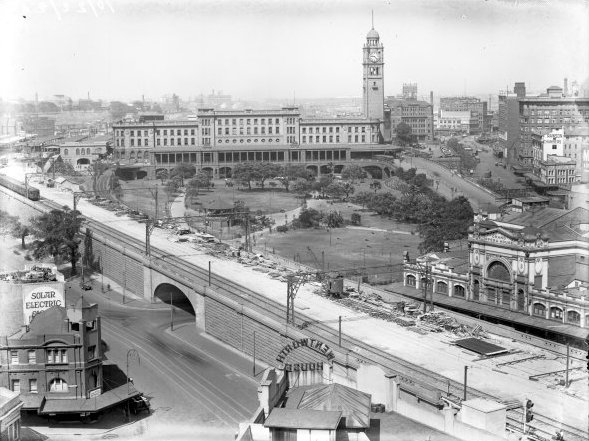
Der Bahnhof in der ersten Hälfte der 1950er Jahre

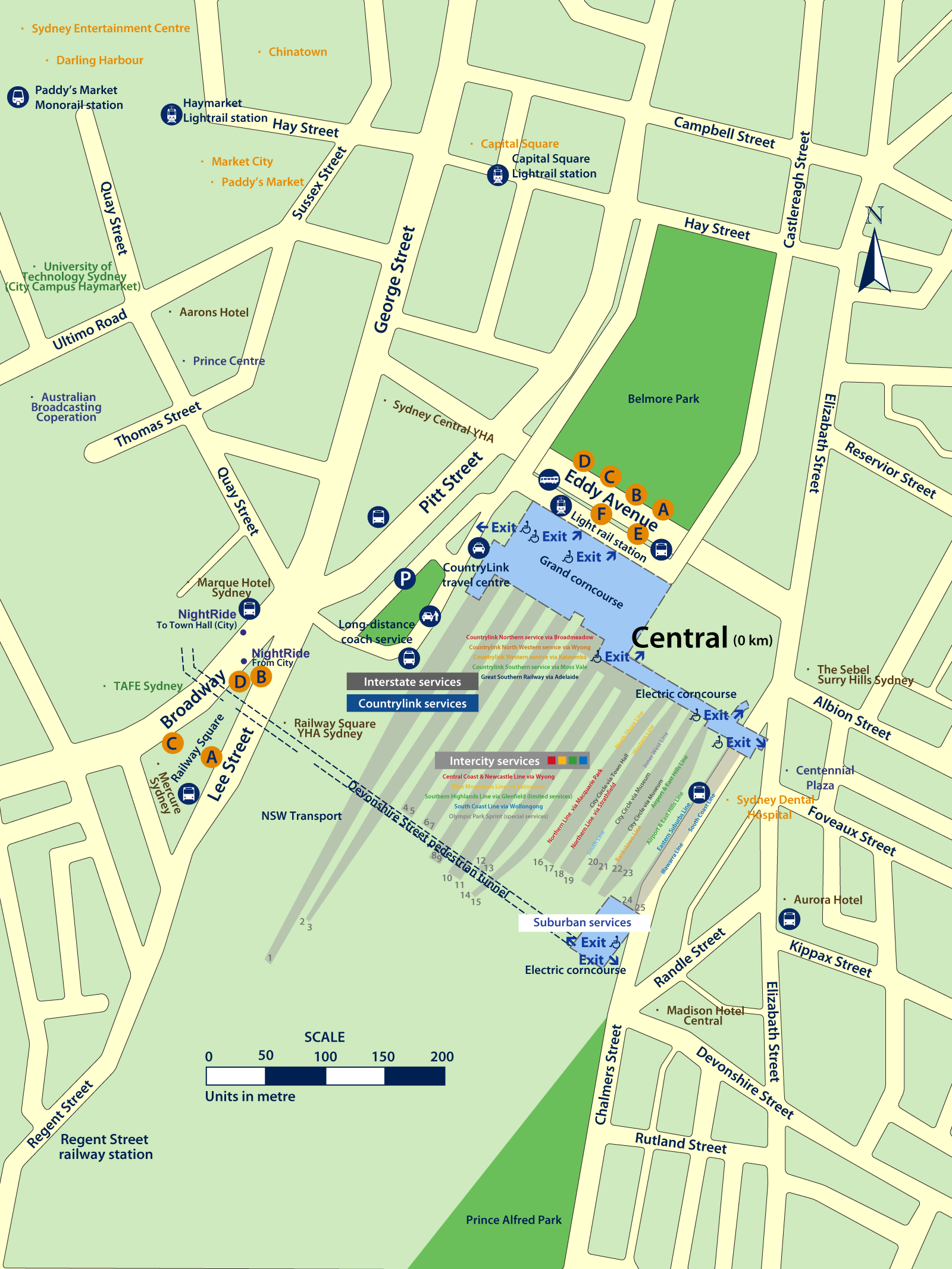
Bahnhofsübersicht

In dem Bereich, den der Bahnhof heute einnimmt, gab es insgesamt drei Bahnhöfe. Der erste war die Redfern railway station. Diese ging mit der ersten Eisenbahnlinie, die von Sydney ihren Ausgang nahm, am 26. September 1855 in Betrieb. Das Empfangsgebäude hatte lediglich einen Bahnsteig in einer Wellblech-Halle. Dieser erste kleine Bahnhof wurde ersetzt, weil er dem Verkehr nicht mehr gewachsen war. An gleicher Stelle entstand 1874 ein neuer Bahnhof mit zunächst 2 Gleisen, deren Zahl im Laufe der Zeit auf 14 Bahnsteiggleise zunahm. 1906 schließlich wurde – der Bahnhof war dem vermehrten Verkehr erneut nicht mehr gewachsen – die heutige Anlage errichtet. Er liegt um einige Meter nördlicher als die Vorgängeranlagen und überbaute dadurch unter anderem einen ehemaligen Friedhof. Bestattete mussten dazu umgebettet werden.
Das Empfangsgebäude wurde nach einem Entwurf des Staatsarchitekten Walter Liberty Vernon im Stil der Neorenaissance errichtet. Mit großem Aufwand an Steinmetzarbeiten in dem lokal verbreiteten Sandstein von Sydney wurden Fassaden und Innenräume gestaltet. Der Querbahnsteig wird von einer großen Bahnhofshalle überspannt. Der das Gebäude heute dominierende 75 Meter hohe Uhrturm wurde erst 1920/21 angefügt. Das Empfangsgebäude ist als Kulturdenkmal klassifiziert.
Der neue Bahnhof hatte 15 Bahnsteiggleise wurde am 4. August 1906 eröffnet und ging am folgenden Tag in Betrieb. Er dient noch heute als Hauptbahnhof von Sydney. Der zunehmende Verkehr wurde dadurch aufgefangen, dass der Bahnhof in östlicher Richtung erweitert wurde.
1916 war der Bahnhof und die umliegenden Hotels Hauptschauplatz einer Meuterei von Soldaten, die gegen ihre unzureichende Unterbringung in Camps revoltierten.

## Anlagen

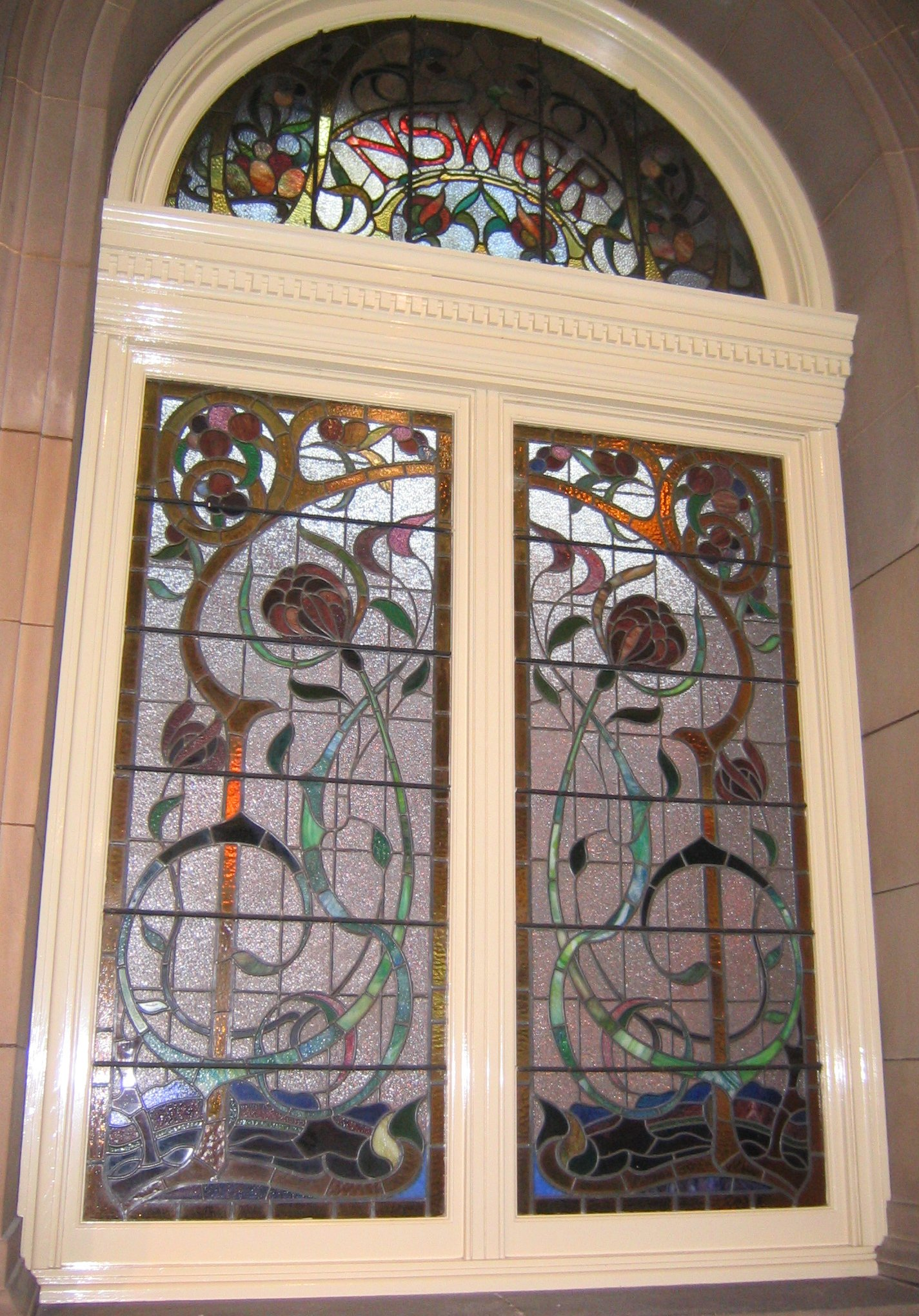
Buntglasfenster aus der Schalterhalle mit dem Logo der New South Wales Government Railways (NSWGR)

Der Bahnhof besteht heute aus zwei nebeneinander gelegenen Anlagen, die sich in vielem voneinander unterscheiden. Der westliche Teil von 1906 ist ein Kopfbahnhof, Sydney Terminal. Drei seiner 15 Bahnsteiggleise dienen dem Fernverkehr innerhalb von New South Wales und darüber hinaus, die übrigen dem Nahverkehr. Westlich des Gleises 1 befanden sich noch zwei Gleise für Postzüge. Nachdem dieser Service eingestellt worden war, wurde ein Gleis der Anlage umgebaut und dient heute für das Verladen von Autos auf den Indian Pacific. Das andere Gleis wurde mit einer Jugendherberge überbaut, deren Gebäude alten Eisenbahnwagen nachempfunden wurde.
Der östliche Bahnhofsteil ist ein Durchgangsbahnhof, überwiegend für die S-Bahn von Sydney, die im Stadtzentrum auch die Funktion einer U-Bahn übernimmt. Diese Anlage wurde 1926 ergänzt. Acht der Bahnsteiggleise sind oberirdisch, in Hochlage, um den Straßenverkehr vor dem historischen Teil der Anlage auf einem Viadukt überfahren zu können. Vier weitere Bahnsteige wurden ab 1948 unterirdisch gebaut, gingen aber wegen der verzögerten Anschlusses der Eastern Suburbs Line, der sie dienen sollten, erst 1979 in Betrieb. Für deren Betrieb werden aber nur zwei Gleise benötigt, so dass der Raum, den die beiden anderen einnehmen, derzeit von den New South Wales Railways dazu genutzt wird, Unterlagen zu archivieren.
Zu den baulichen Anlagen gehört auch der „Friedhofs-Bahnhof“ Sydney Regent Street Station, ein spezielles Empfangsgebäude, um den Sarg und die Beerdigungsgäste mit dem Zug zum Friedhof von Rookwood fahren zu können, wo es ein korrespondierendes Empfangsgebäude gab.

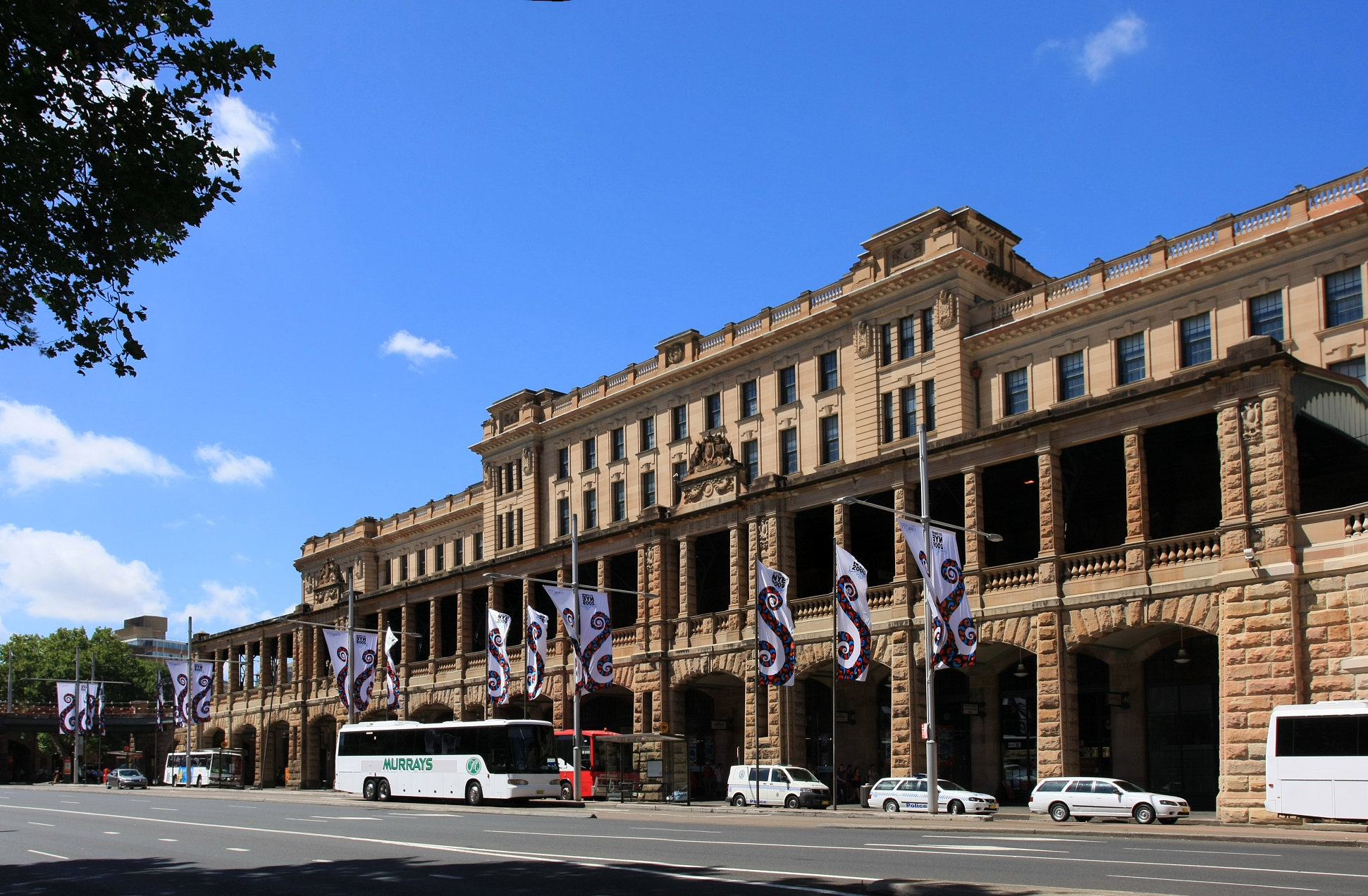
Ansicht der Fassade zum Railway Square
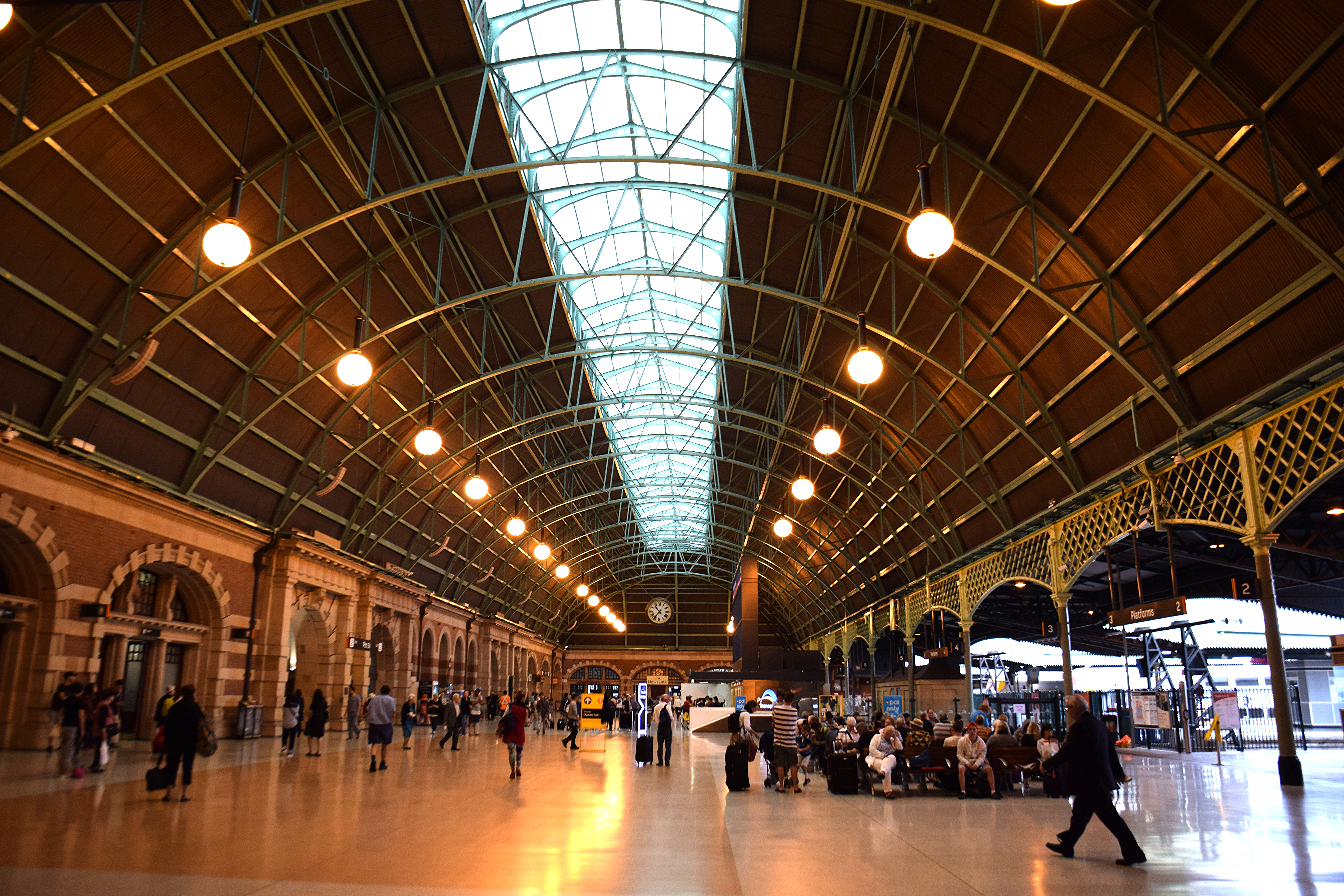
Querbahnsteig der Haupthalle (2016)
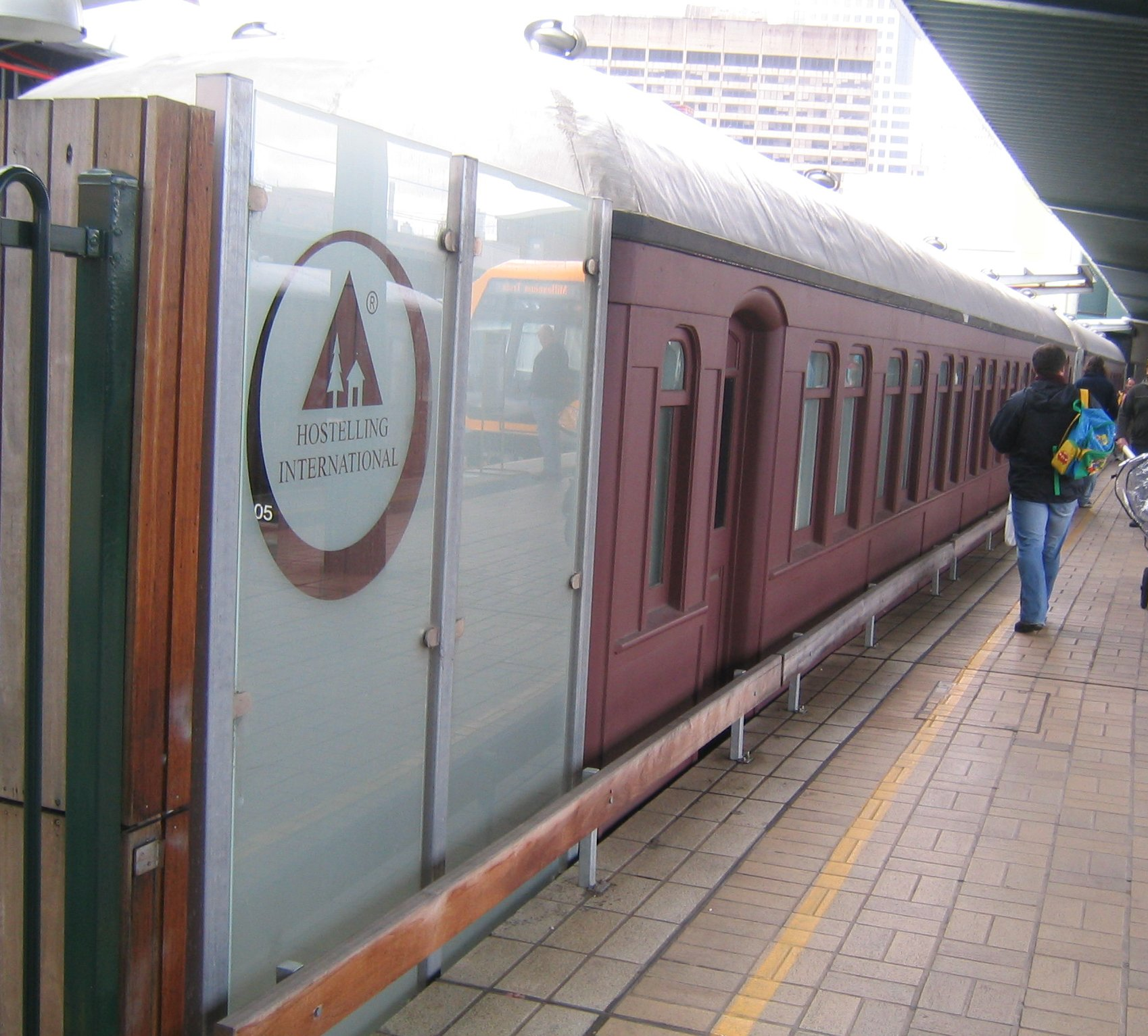
Jugendherberge in „Eisenbahnwagen“
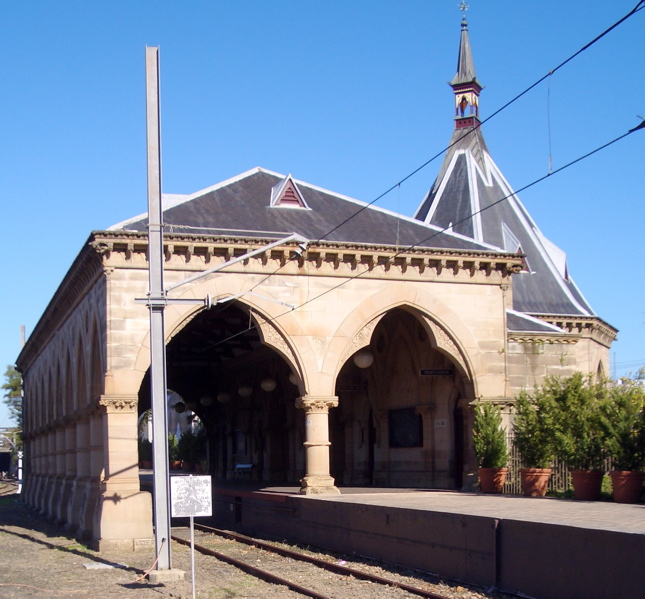
Sydney Regent Street Station

## Verkehr

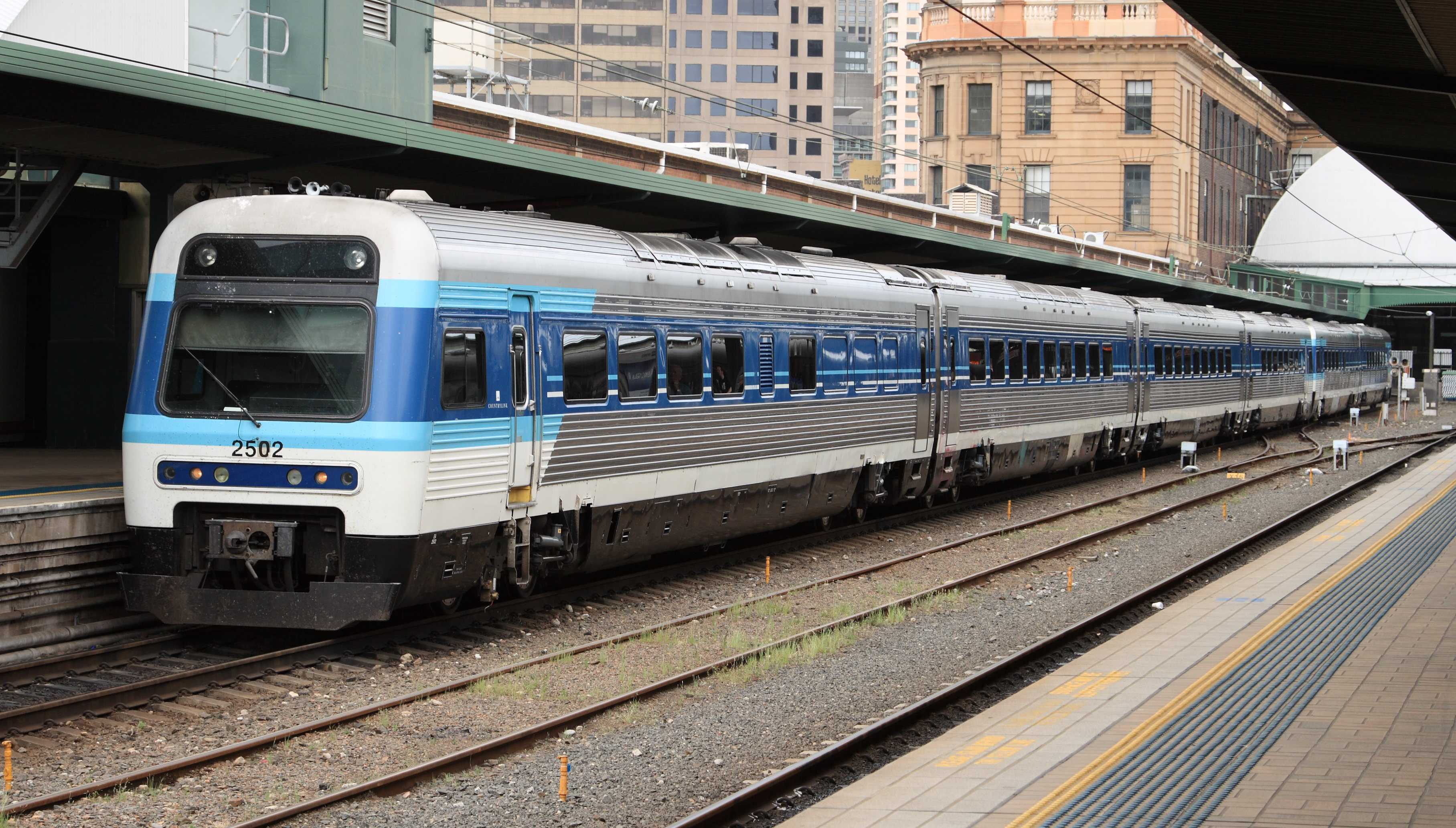
Ein Zug von CountryLink am Bahnsteig (2006)

### Bahn
Stündlich verkehren zwischen 27 und 32 Züge pro Richtung im Bahnhof, in der Hauptverkehrszeit auch mehr. Nahezu alle Linien von Sydney Trains fahren den Bahnhof an. Er ist zentraler Umsteige- und Knotenpunkt des ÖPNV der Stadt.
Im Fernverkehr bedient CountryLink von hier Ziele in New South Wales und Verbindungen nach Brisbane und Melbourne. Der „Paradezug“ der Eisenbahn in Australien, der Indian Pacific der Great Southern Railway, fährt zweimal pro Woche von hier ab, immer von Gleis 1.

### Anschlüsse

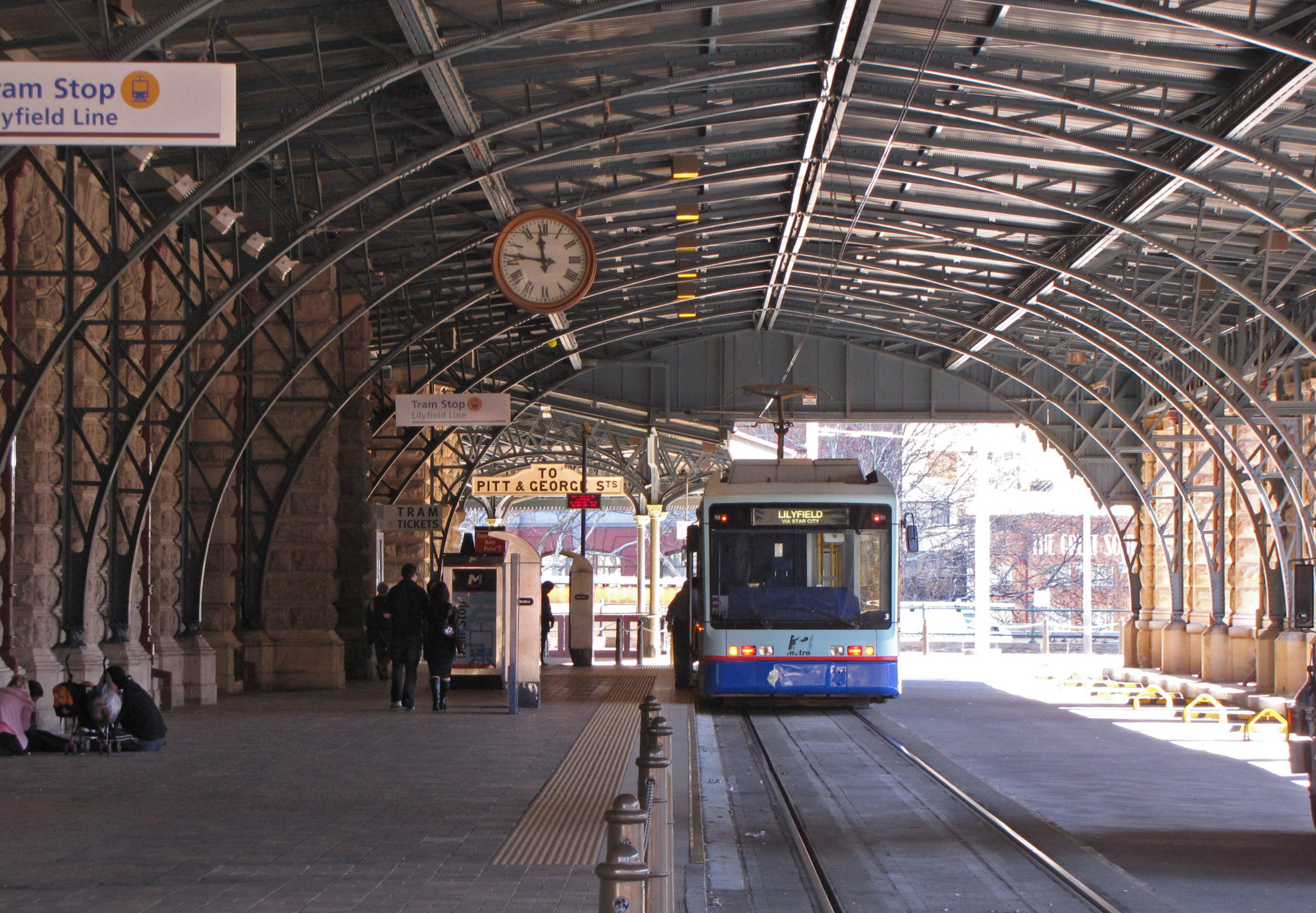
Straßenbahn-Endhaltestelle in der Loggia des Bahnhofs

Der Hauptbahnhof ist auch die östliche Endstation der Linie L1 Sydney Light Rail, einer der derzeit drei in Sydney verkehrenden Straßenbahnlinien. Deren Endschleife führt unter die dem Empfangsgebäude vorgelagerte Loggia, wo die Endstelle Central liegt. Dafür war jene auch ursprünglich gedacht, doch verlor der Bahnhof 1958 seine bis dahin bestehende Anbindung an die Straßenbahn. Eine weitere gleichnamige Station dient seit 2019 den Linien L2 und L3.
Zahlreiche Buslinien des Sydneyer Nahverkehrs und einige Linien des Fernverkehrs bedienen Haltestellen am Bahnhof.